# Cineflix Productions
Cineflix Productions  ist ein kanadisches Fernsehproduktionsunternehmen mit Sitz in Montreal, Québec, Kanada. Das Unternehmen produziert Dokumentationen und andere Fernsehformate für verschiedene TV-Sender. Die Produktionen werden weltweit vermarktet und gesendet.
Das Unternehmen betreibt Büros in Montreal, Toronto, Vancouver, London, Dublin und New York City, an diesen Standorten werden auch TV-Produktionen produziert. Cineflix International ist ein Tochterunternehmen und vertreibt die Produktionen weltweit. Die Hauptniederlassung für Europa befindet sich in London.
Zu den Partnern gehören u. a. die Sender  Discovery Channel, History Channel, National Geographic, The Biography Channel, E! Entertainment, Animal Planet,  Oxygen,  G4,  Fine Living und TLC – The Learning Channel.

## Produktionen
Einige Produktionen werden in Deutschland mit anderen Titeln gesendet. Zu den Produktionen gehören u. a.
- Mayday – Alarm im Cockpit
- A Dogs Life
- Psychic Investigators
- Urban Legends
- The List
- Final 24
- Cold Blood
- American Pickers
- eLove
- Wedding SOS
- World’s Greenest Homes
- Paradise Lost
- Crash of the Century
- True Crime Scene
- Monster Moves III–V
- William Shatner’s – Weird or What?